# Dorothea Flock
Dorothea Flock (auch die Flockin genannt) (* 1608 in Nürnberg; † 17. Mai 1630 in Bamberg) war ein Opfer der Hexenverfolgung unter der Regierung von Fürstbischof Johann Georg II. Fuchs von Dornheim.

## Leben

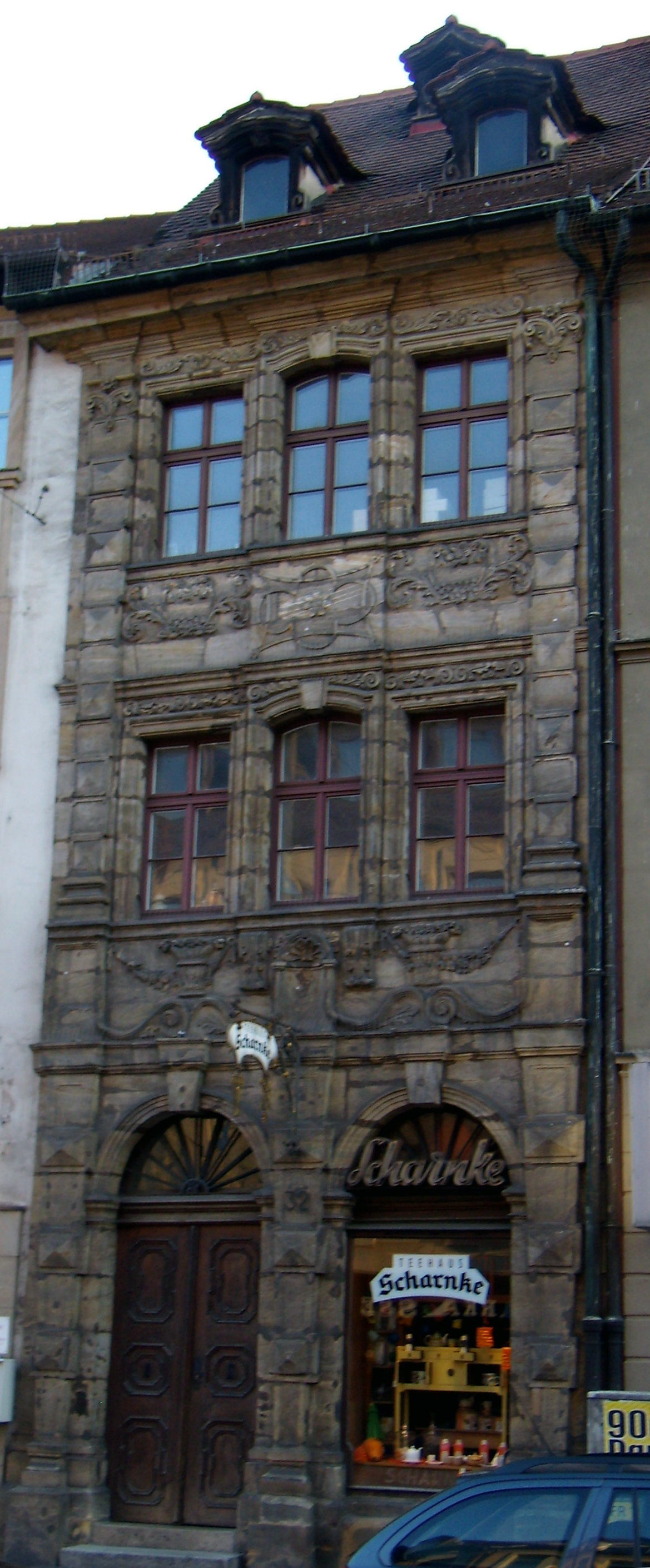
Heutiges Haus Lange Straße 32

Dorothea Flock stammte aus dem Patriziergeschlecht Hofmann aus Nürnberg. Ihr Bruder war in kaiserlichen Diensten. Sie heiratete 1629 den wohlhabenden Bamberger Ratsherrn Georg Heinrich Flock, wohnhaft in der Langen Straße 32. Sie trat dabei vom protestantischen zum katholischen Glauben über. Sie besaß weiterhin das Nürnberger Bürgerrecht. Die erste Ehefrau des Georg Heinrich Flock, Apolonia, war bereits 1628 in einem Hexenprozess in Bamberg hingerichtet worden.

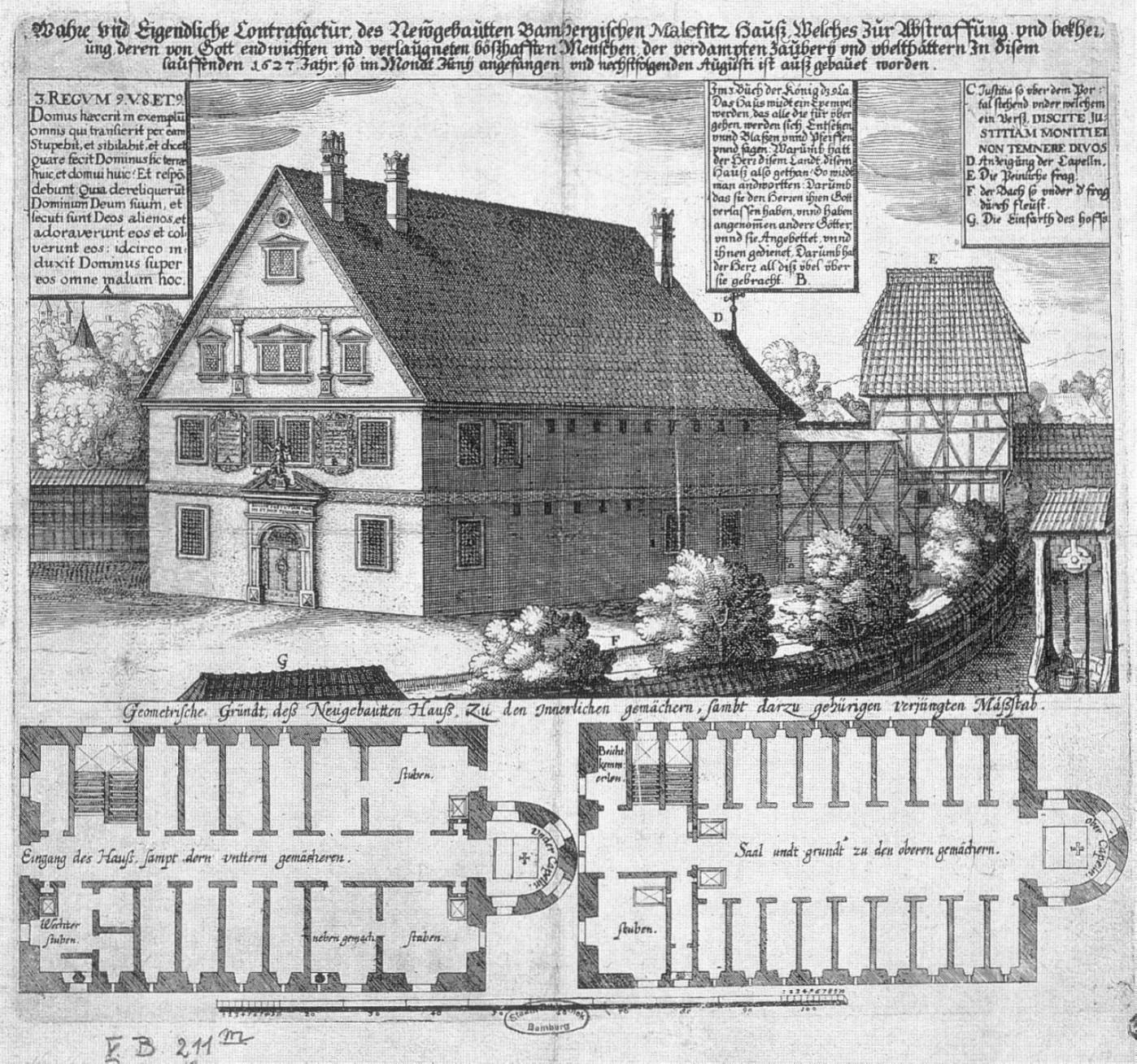
Darstellung und Grundriss des Drudenhauses

Dorothea Flock wurde Ende 1629 anonym als Ehebrecherin angeklagt, doch sie konnte aus der Haft entfliehen. Später stellte sie sich, weil sie im sechsten Monat schwanger war. Wieder inhaftiert wurde sie wegen Hexerei angeklagt, und sie wurde im Bamberger Drudenhaus in schwere Ketten gelegt. Ihr Mann versuchte mit Hilfe eines Nürnberger Notars gegen ihre Verhaftung vorzugehen. Trotz ihrer Schwangerschaft wurde sie gefoltert, entgegen den Bestimmungen der kaiserlichen Constitutio Criminalis Carolina. Das Gerücht ging, „der Flockin geschehe alles, weil sie konvertiert sei“. Ein Bittschreiben des Rats der Stadt Nürnberg an den Bamberger Fürstbischof Johann Georg II. Fuchs von Dornheim war erfolglos.
Eine Supplikation (d. h. Bittgesuch) ihrer Familie an den kaiserlichen Reichshofrat in Wien bewirkte ein Mandat vom 18. März 1630, doch der Fürstbischof ließ es zunächst unbeantwortet. In der Haft wurde von der Flockin ein Kind, ein Mädchen, geboren. Nach fünf Wochen wurde es der Mutter weggenommen und in die Obhut des Ratsherren Pankras Lorenz gegeben. Die Mutter wurde zurück ins Drudenhaus gebracht und in schwere Fesseln gelegt. Am 11. Mai 1630 erließ der Reichshofrat ein zweites, verschärftes Mandat gegen Bischof Johann Georg II. – ohne Erfolg.
Unter der Folter legte die Flockin ein Geständnis der Hexerei ab: Teufelspakt, Teufelsbuhlschaft, Hostienfrevel u. a. Am 14. Mai wurde sie zum Tode verurteilt. Inzwischen hatte sich ihr Ehemann Flock beim Papst für sie eingesetzt. Papst Urban VIII. hatte in Rom am 20. April 1630 ein Dekret zu ihrer Rettung verfügt. Doch vor dem Eintreffen des päpstlichen Schreibens ließ der Bamberger Fürstbischof Dorothea Flock am 17. Mai 1630 hinrichten – gnadenhalber mit dem Schwert – und nicht wie üblich öffentlich, sondern geheim. Ihre Leiche wurde verbrannt.

## Romane und Verfilmung
- Sabine Weigand: Die Seelen im Feuer. Roman. 2008, ISBN 978-3-8105-2663-2.
  - Der ZDF-Spielfilm Die Seelen im Feuer von 2014 nach dem gleichnamigen Roman von Sabine Weigand greift die Zeit der Hexenverfolgungen im Bamberg auf.[2]
- Heike Eva Schmidt: Purpurmond. Fantasy-Roman. PAN München 2012. ISBN 978-3-426-28366-0